# Inspetor Baynes

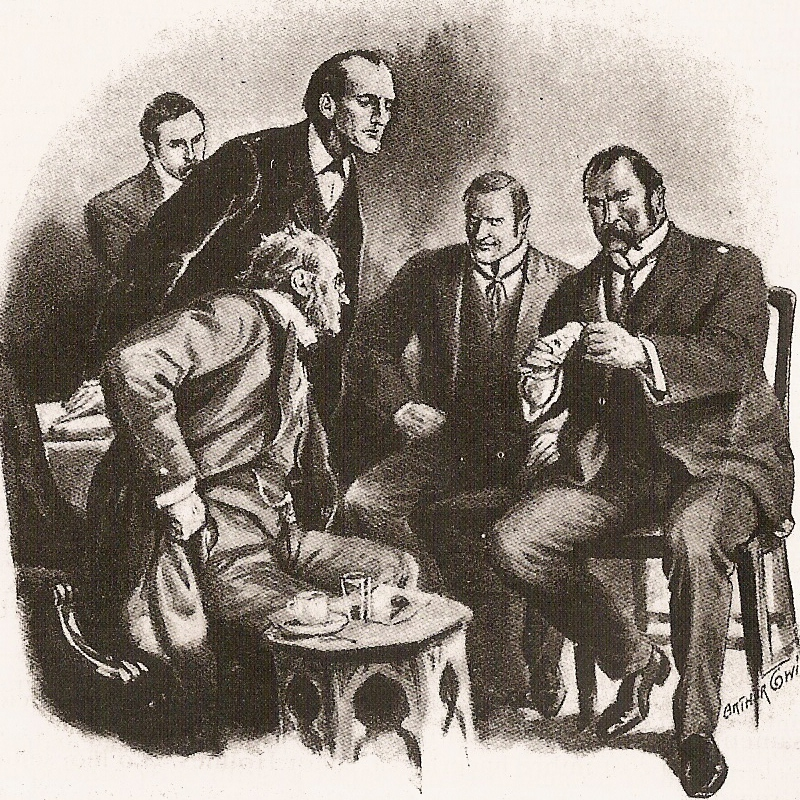
Eccles, Holmes e o inspetor Baynes, em desenho de Sidney Paget.

O inspetor Baynes  é uma personagem fictícia da série de romances e contos sobre Sherlock Holmes, o detetive criado pelo escritor escocês sir Arthur Conan Doyle. Trabalha na polícia de Sussex e é apresentado a Holmes pelo inspetor Tobias Gregson. Participa somente do conto Vila Glicínia, uma das sete (ou oito na edição dos Estados Unidos) aventuras da coletânea Seu Último Adeus.
Vem com Gregson ao apartamento de Holmes atrás de John Scott Eccles e os dois ouvem seu relato sobre o convite que recebeu de Aloysius Garcia para visitá-lo na Vila Glicínia e os fatos estranhos que ocorreram enquanto se encontrava na casa dele. Eccles não sabia que, durante sua visita, Garcia havia sido assassinado.
O detetive da província é um homem gordo, com bochechas grandes e corado, e seu rosto de aspecto grosseiro é suavizado por dois olhos de brilho extraordinário, quase ocultos por trás das gorduras da face e da testa. Havia telegrafado a Tobias Gregson para que procurasse Eccles em Londres enquanto examinava a Vila Glicínia.
Baynes surpreende Holmes desde o primeiro encontro e este o cumprimenta pela atenção que dispensa aos detalhes. Durante a investigação, Holmes felicita o inspetor pela maneira perspicaz e inteligente com que age. "Sua capacidade me parece superior às oportunidades", diz ao detetive do interior. Mais tarde Holmes afirma que Baynes irá longe em sua profissão: "Tem o instinto e a intuição necessários a um bom policial".
Holmes e ele combinam que cada um trabalhará do seu lado. Baynes prende o cozinheiro de Garcia. Holmes o procura e diz que não se exponha demais e que está na pista falsa. Com a prisão, Baynes engana o próprio Holmes. Dá informações falsas à imprensa para despistar, fazendo com os que os verdadeiros culpados tenham uma falsa sensação de segurança.
Na verdade, Baynes e Holmes estão atrás do mesmo criminoso, don Juan Murillo, outrora chamado o "Tigre de San Pedro", o tirano mais cruel e sanguinário que já havia governado um país com aparência de civilizado, na América Central. O policial está convencido de que don Murillo deve ser julgado pelo tribunal de Guilford.